# Dirigeable porte-avions

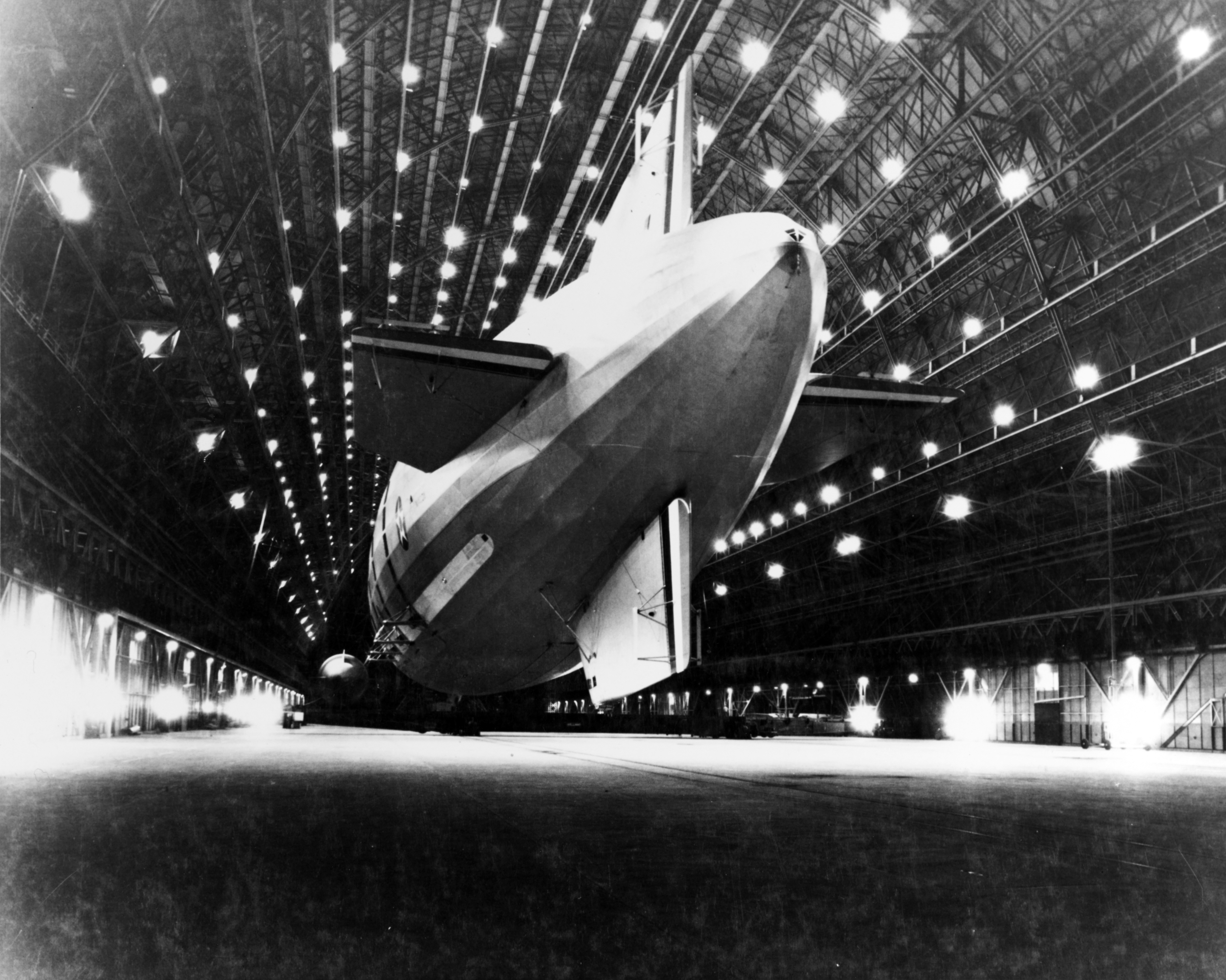
L'USS Macon dans son hangar.

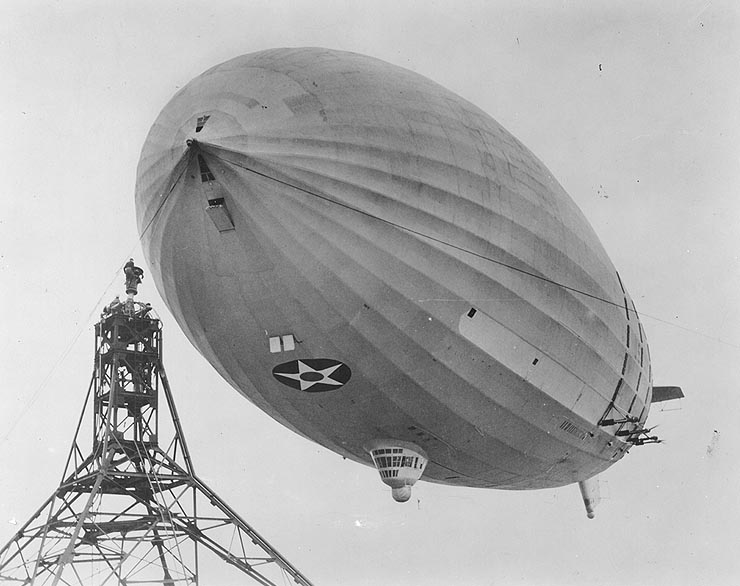
L'USS Akron en approche sur son mât.

La Marine américaine a expérimenté de nombreuses utilisations originales des dirigeables. La plus originale d'entre elles fut d'utiliser ces appareils en tant que porte-aéronefs. Cette décision est consécutive à la crise des années 1930. Avec la récession, les budgets affectés aux dirigeables dans les forces armées américaines sont réduits. Il revient finalement à l'US Navy de développer la doctrine d'emploi ainsi que la technologie de ces vaisseaux. Conscients de la vulnérabilité de ces appareils, les marins de l'US Navy abandonnèrent rapidement l'idée de les utiliser à des fins offensives, préférant les destiner à des missions de reconnaissance. C'est dans ce cadre d'emploi que vont être explorées les diverses possibilités d'emport d'avions dans les dirigeables, et les technologies et méthodes à mettre au point pour concevoir et faire fonctionner de tels ensembles. Deux des trois dirigeables porte-avions furent détruits dans des accidents seulement deux ans après leur mise en service.

## Histoire du dirigeable porte-avions

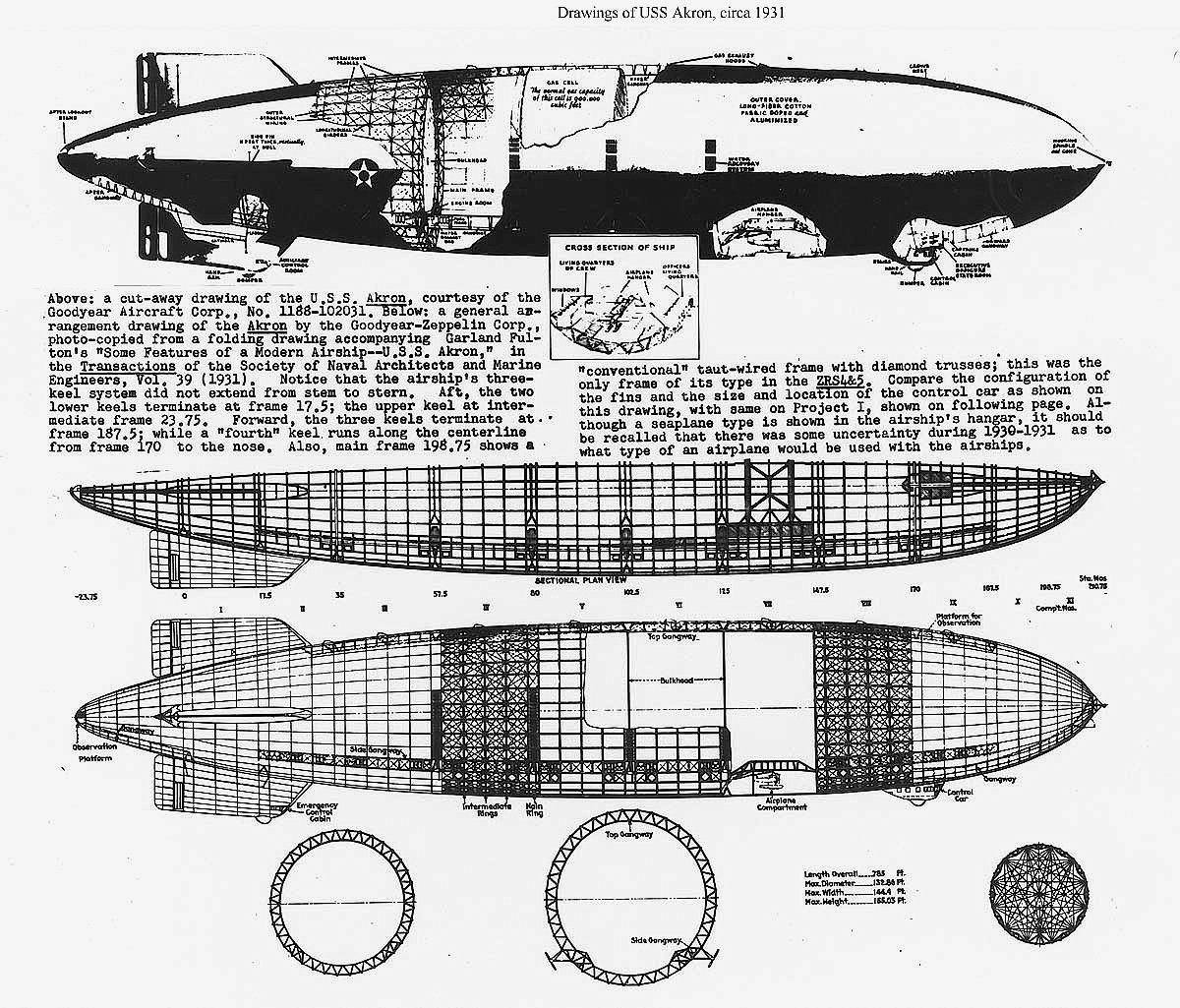
Plan de l'USS Akron.

Avant la Seconde Guerre mondiale, la compétition entre l'avion et le dirigeable en tant qu'instrument de guerre et de reconnaissance est encore forte. L'autonomie est un atout pour le plus léger que l'air, mais ses capacités de manœuvre ainsi que ses protections sont limitées, ce qui le rend très vulnérable en situation de combat. Pourtant, à la suite du traité de Versailles de 1918, les Alliés, intrigués par les succès des raids militaires allemands au-dessus de la Grande-Bretagne, s'approprient la technologie de la marque Zeppelin, et aux États-Unis est créée la marque Goodyear-Zeppelin.
Très rapidement on envisage d'équiper les dirigeables comme des porte-avions pour les affecter à des missions de reconnaissance, plutôt que d'en faire des appareils militaires utilisables au combat. Les pertes des équipages allemands des Zeppelin pendant la Grande Guerre avaient définitivement restreint l'intérêt offensif des dirigeables.
Ainsi, en 1931, dès la mise en chantier du ZRS-4 Akron (qui porte le nom de la ville où il fut construit), fut-il prévu d'équiper les dirigeables de la Navy de manière qu'ils puissent emporter des avions monoplaces qu'ils pourraient larguer et récupérer en vol. La même chose fut prévue pour son « sister-ship » le Macon (lancé lui deux années plus tard en 1933).
Dans un premier temps, la finalité première était d'emporter des appareils légers utilisés pour accroître les capacités de reconnaissance aérienne du dirigeable. Dans un second temps, les biplans embarqués reçurent des systèmes d'armes, susceptibles d'être mis en œuvre pour assurer la sécurité de leur vaisseau-mère, en vol.

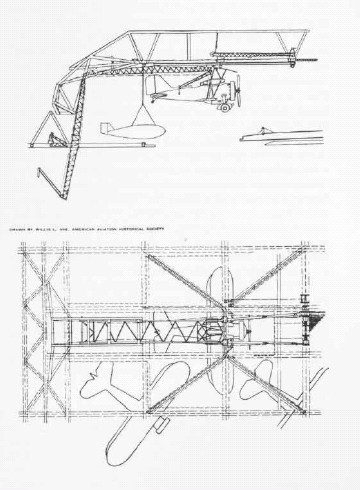
Plan du hangar d'un dirigeable de type USS Akron.

### Doctrine du dirigeable porte-avions
Résolument nouveaux, ces dirigeables devaient permettre de développer une doctrine d'emploi. La cohabitation d'un équipage de pilotes et d'aérostiers ne fut pas sans poser des difficultés quant à l'élaboration de cette doctrine, les dirigeables postérieurs à la Première Guerre mondiale étant traditionnellement prévus pour des missions de reconnaissance et très peu concernés par les activités offensives ou de fret. Les officiers pilotes, soulignant la vulnérabilité intrinsèque du dirigeable considéraient que le dirigeable porte-avion devait rester en arrière et utiliser les appareils emportés pour les missions de reconnaissance voire celles plus offensives. Les officiers et l'équipage de l'Akron considéraient pour leur part que le dirigeable devait effectuer les missions de reconnaissance auxquelles il était traditionnellement dévolu et utiliser les avions pour assurer sa protection aérienne. La disparition prématurée des deux dirigeables ne permit pas de trancher ce débat et mit un terme au concept de dirigeable porte-avion avant qu'une doctrine puisse être élaborée.

## Architecture d'un dirigeable porte-avions
Les deux dirigeables porte-avions de l'US Navy sont des appareils originaux issus des recherches menées préalablement par la Navy sur l'USS Los Angeles (ZR-3). Ils étaient construits avec une structure interne en duralumin et trois quilles intérieures. La portance du dirigeable était obtenue avec 12 cellules de gaz en gélatine et latex, remplies d'hélium. À l'intérieur de la structure, le vaisseau emportait 8 moteurs à douze cylindres de 560 chevaux, conçus par la firme allemande Maybach. Ces moteurs fonctionnaient au gasoil. Ils entraînaient des hélices extérieures de propulsion orientables. Les propulseurs à hélices étaient orientables vers le haut ou à l'horizontale pour contrôler le dirigeable durant les phases de décollage et d'atterrissage.
Leur seule particularité était qu'il fut prévu d'emblée de les équiper de capacité d'emport d'avions monoplaces largables et récupérables en vol. À cet effet, un hangar fut installé à l'intérieur des dirigeables, dans lequel les appareils entraient par une ouverture en forme de T pratiquée sous l'enveloppe. Un dispositif de largage et de récupération, suspendant des catapultes et des brins d'arrêt des porte-avions maritimes était également prévu.

### Principe du dispositif de largage et de récupération
Le lancement et la récupération des appareils depuis le dirigeable sont réalisés avec l'aide d'un système de crochet et d'ancre, reposant sur un trapèze. Les équipages intitulaient ces équipements les "trapèzes volants". L'avion — généralement un biplan — était équipé sur son aile supérieure d'une barre pour l'accrochage.
Pour le largage, le crochet du trapèze était engagé sur le support de l'avion, dans le hangar du dirigeable. Puis l'avion était descendu par le trapèze et mis dans le sillage du dirigeable, à une distance suffisante de l'enveloppe. Le moteur était ensuite mis en marche, et l'avion pouvait alors se dégager du sillage.
Pour la récupération, le biplan devait voler sous son dirigeable porteur, à une vitesse légèrement supérieure à ce dernier. Le pilote devait manœuvrer son appareil pour faire attraper la barre implantée sur l'aile supérieure de son appareil par le crochet. Il utilisait une manœuvre latérale d'approche pour utiliser la tolérance offerte par la largeur de la barre d'accrochage (le dispositif n'ayant par ailleurs aucune marge de manœuvre sur l'axe vertical, plus dangereux qui plus est, puisque susceptible de faire entrer l'avion en collision avec le bas de l'enveloppe du dirigeable). Dès que le contact entre le crochet et la barre était obtenu, le verrouillage était automatique, et le moteur devait alors être coupé. L'avion était ensuite soulevé par le trapèze et remis en place dans le hangar du dirigeable.
La manœuvre était particulièrement périlleuse en situation de rafales de vent et même en condition optimale, il n'était pas rare que plusieurs tentatives soient nécessaires avant que la récupération de l'appareil soit achevée.

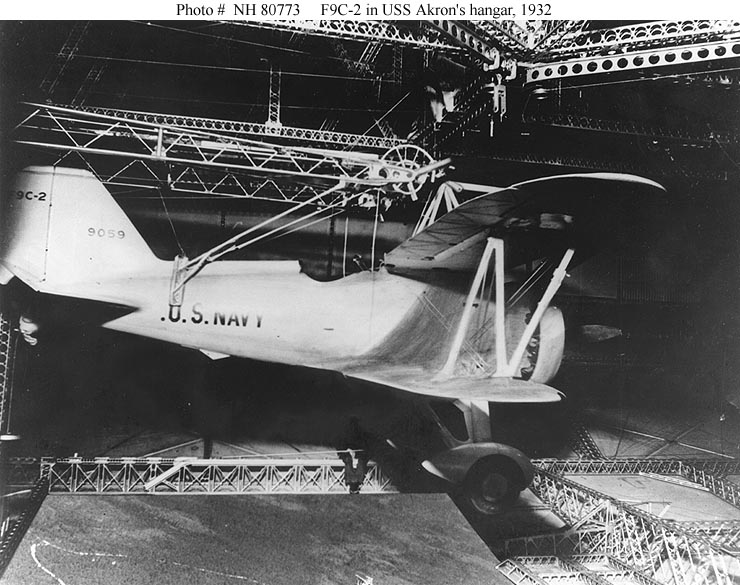
Avion dans le hangar du dirigeable USS Akron (ZRS-4).
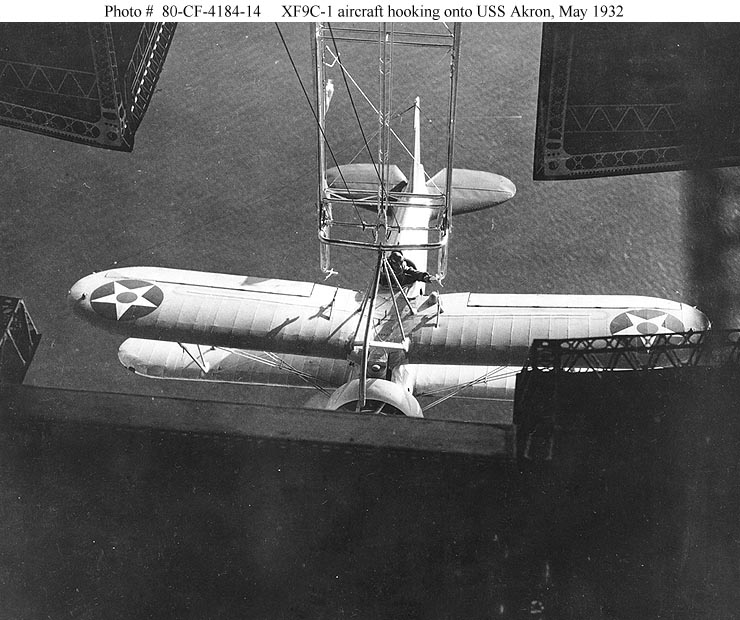
Avion sur son trapèze de largage avec son pilote.
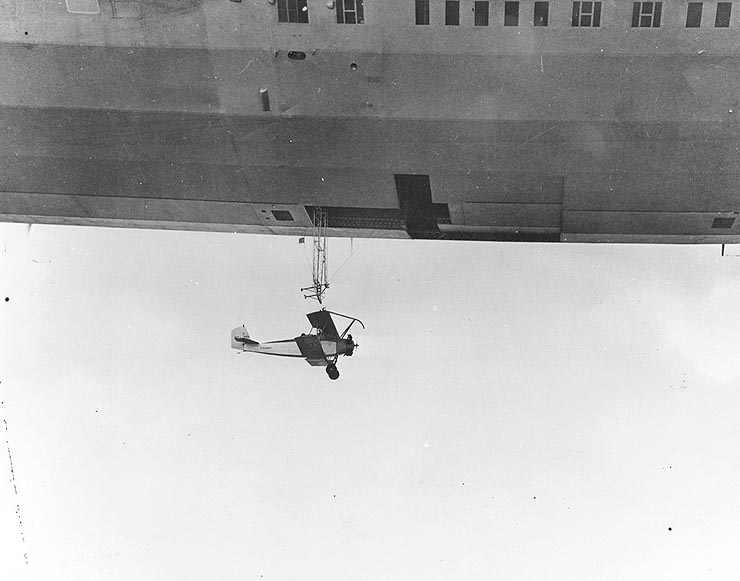
Largage de l'avion.
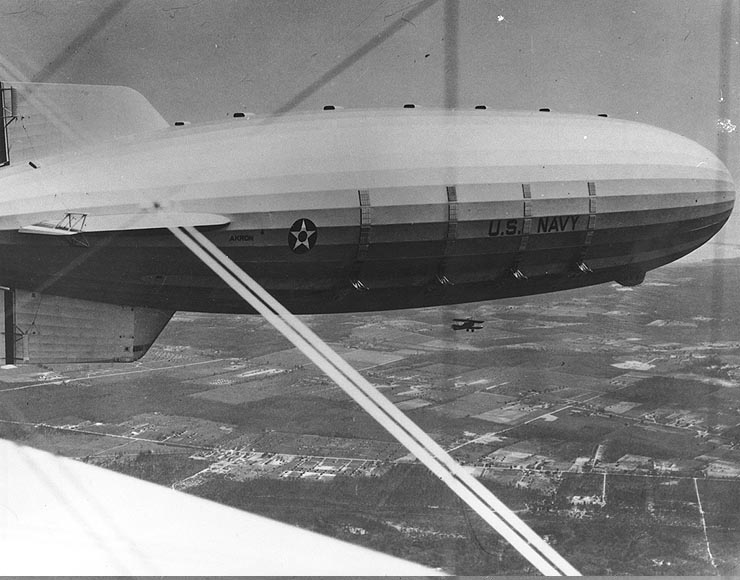
Récupération d'un avion par l'Akron.

## Avions parasites

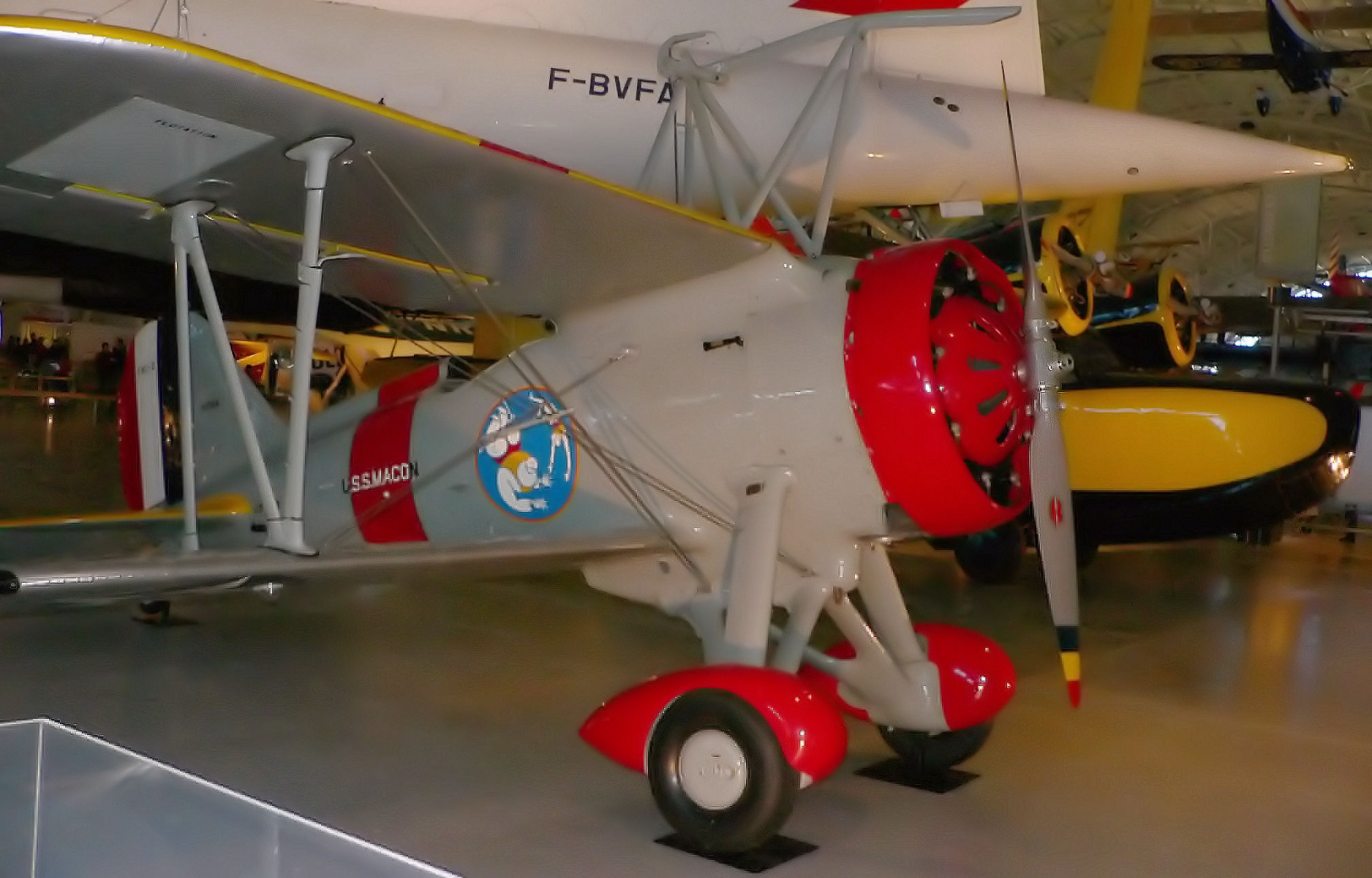
Un des avions de l'USS Macon conservé.

Le terme employé pour les avions embarqués sur d'autres aéronefs est celui d'avion parasite. L'un des défis pour le dirigeable porte-avions fut de lui associer, avec la technologie disponible, un groupe d'appareils parasites suffisamment performants et légers. Plusieurs appareils furent successivement utilisés pour les expérimentations, la formation, et enfin le fonctionnement opérationnel.
Deux des appareils utilisés, le Curtiss F9C-2 Sparrowhawk et le Consolidated N2Y-1, sont exposés dans le National Museum of Naval Aviation de Pensacola.

### Vought UO1

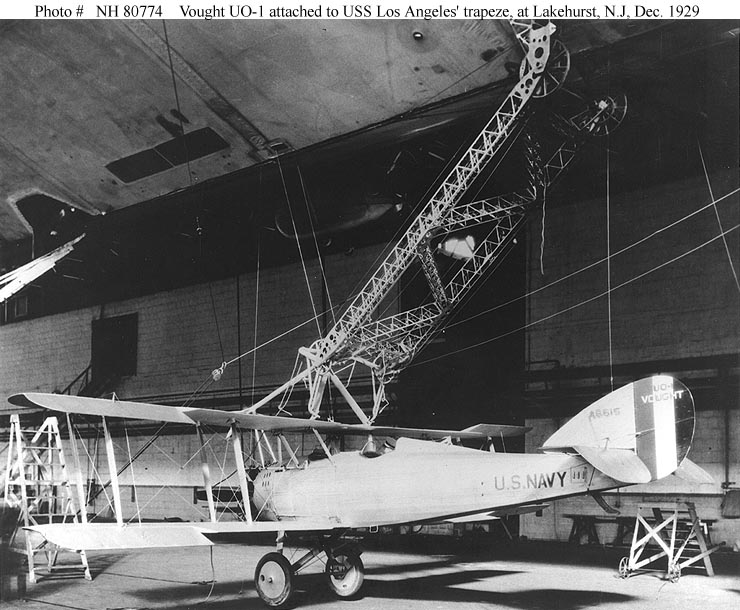
Le premier avion Vought UO1 apponté sur un dirigeable en présentation statique avec le trapèze expérimental de l'USS Los Angeles (ZR-3).

Les premiers essais de largage-récupération furent effectués sous le Los Angeles de la marine américaine le 17 octobre 1931 avec des appareils Vought U-O1 modifiés. L'appareil était piloté par le Lieutenant A. W. Gordon.

### Curtiss F9C Sparrowhawk

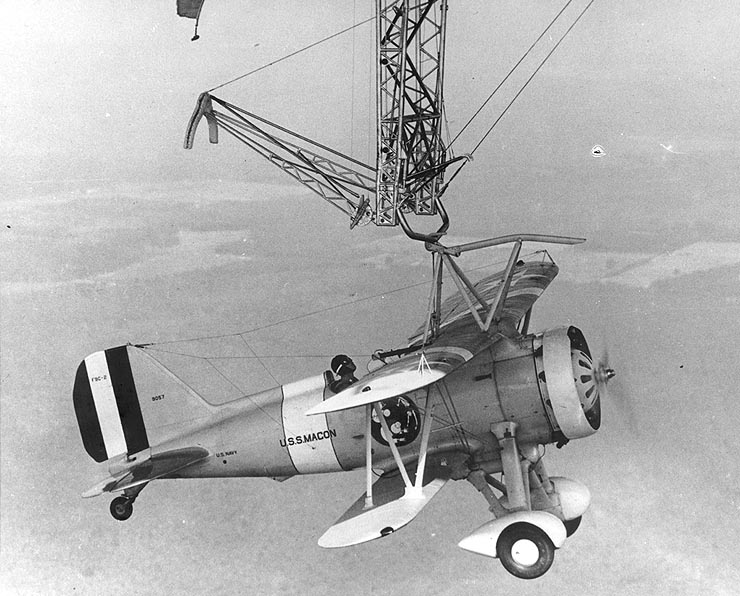
Un F9-C Sparrowhawk à l'appontage.

Le plus connu des avions parasites est le Curtiss F9C Sparrowhawk. Il s'agit d'un avion de petite taille conçu pour être déployé depuis un appareil de plus grande taille. Avec ses 6 mètres de long et une envergure de seulement 7 mètres, cet appareil d'une grande compacité était idéal pour servir dans les conditions imposées par un dirigeable lanceur. Bien que sa vocation première fût la reconnaissance, cet avion était par ailleurs armé.
On notera que les F9C Sparrowhawk d'origine avaient conservé un train d'atterrissage classique. Mais ils en furent rapidement débarrassés au profit d'un réservoir dédié à l'emport de carburant supplémentaire.
Un dirigeable tel que l'Akron était chargé de trois Sparrowhawk alors que l'USS Macon (ZRS-5) en contenait quatre dans ses hangars (retrouvés dans l'épave sous-marine).

### Consolidated N2Y

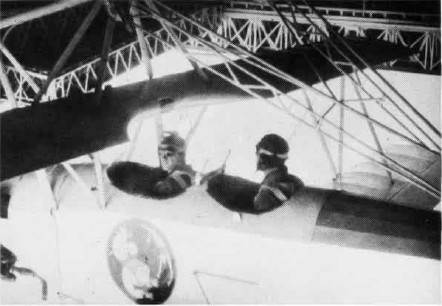
Un biplace N2Y-1 d'entraînement au hangar de l'USS Macon en 1933-1934.

La marine des États-Unis d'Amérique équipa six appareils biplans et biplaces de type N2Y-1 de dispositifs d'accostage pour entraîner les pilotes à l'accostage et au largage sur les dirigeables porte-avions. Par la suite, les N2Y-1 furent exploités en tant qu'appareils de liaison entre le sol et le dirigeable porte-avions.

### Les pilotes
La formation des pilotes était particulière. Leur préparation aux manœuvres très délicates de largage et d'accrochage était réalisée sur des avions biplaces Consolidated N2Y.

## Les dirigeables porte-avions construits
Plusieurs projets furent conçus pour rendre des dirigeables de type Zeppelin capables de lâcher et récupérer des avions de chasse. Il existe également de nombreux exemples de porte-avions ou ravitailleurs plus légers que l'air dans la littérature et le cinéma de fiction.
Les dirigeables opérationnels ayant emporté des aéronefs sont les suivants :
- l'USS Los Angeles (ZR-3) : utilisé en tant que prototype pour tester les concepts déployés sur l'Akron et le Macon. En service à partir du 27 août 1924, rayé du service le 24 octobre 1939.
- l'USS Akron (ZRS-4) : premier vol le 23 septembre 1931, détruit, avec son équipage, le 4 avril 1933.
- l'USS Macon (ZRS-5) : mis en service le 23 juin 1933, accidenté le 26 février 1935.

L'abandon de cette filière d'aérostats après 1935, pensée par l'US Navy pour effectuer des missions de reconnaissance à long rayon d'action, créa un manque en la matière jusque l'avènement du radar. Quoique ayant équipé les îles Hawaï de stations radar, l'amirauté ne put exploiter cette technologie nouvelle pour identifier l'attaque aérienne japonaise au matin du 7 décembre 1941.